# Tetritol
Tetritol je jak eksploziv, koji se sastoji od mešavine tetrila i TNT-a.  Tipično, udeo sastojaka (po težini) je 65%, 70%, 75% ili 80% tetrila do 35%, 30%, 25% ili 20% TNT-a. Tetril i TNT formiraju eutektik sa tačkom podešavanja od 67,5 °C, koji se sastoji od 55% tetrila i 45% TNT-a.  Dakle, livena punjenja tetritola sastoje se od očvrsnutih suspenzija kristalnog tetrila u čvrstom tetril-TNT-eutektiku. Tetritol je osetljiviji od TNT-a i manje osetljiv od tetrila na udar.  Brzina detonacije neograničenih livenih cilindričnih punjenja (prečnika 1 inča) tetritola je između 7290 i 7410 m/s sa prosečnom brzinom od 7350 m/s za tetritol 75/25 i 7340 m/s za tetritol 65/35.  Za poređenje, prijavljeno je da cilindrična punjenja od livenog čistog TNT-a sličnih dimenzija detoniraju brzinom između 6680 i 6990 m/s. 
Primene tetritola su obično vojne prirode, npr. cevi za razbijanje hemijskog oružja (npr. artiljerijske granate punjene nervnim agensom), blokovi eksploziva za rušenje i bačena punjenja. 
Suvi tetritol je kompatibilan sa bakrom, mesingom, aluminijumom, magnezijumom, nerđajućim čelikom, mekim čelikom obloženim kiselootpornom bojom i mekim čelikom presvučenim bakrom, kadmijumom, cinkom ili niklom. Magnezijum-aluminijum legure su blago pogođene suvim tetritolom. Vlažni tetritol je kompatibilan sa nerđajućim čelikom i mekim čelikom obloženim crnom bojom otpornom na kiseline. Bakar, mesing, aluminijum, magnezijum, legure magnezijuma i aluminijuma, meki čelik i meki čelik presvučen kadmijumom, bakrom, cinkom ili niklom su blago pogođeni vlažnim tetritolom. 
Kada se čuva na temperaturi ispod 65 °C (149 °F), tetritol ne menja stabilnost, sadržaj kiseline, osetljivost ili briljantnost. Međutim, temperature na 65 °C ili više će omogućiti formiranje uljnog ekstrudata i izobličenje blokova. Iako se tetril pri topljenju delimično raspada, topljenje tetritola nema isti efekat. Čak i kada se tetritol topi i očvrsne više puta, ne izaziva promene u tački smrzavanja, osetljivosti na udar ili vrednosti testa stabilnosti vakuma na 100 °C. 
Tetritol je obustavljena proizvodnja u SAD zbog eksudacije i niske stabilnosti na povišenim temperaturama skladištenja. 

## Karakteristike
Tetritol je eksplozivna supstanca koja spada u klasu nitroalkanata. Glavna komponenta Tetritola je 1,3,5-trinitro-1,3,5-triazinane (C3H6N6O6), koja je poznata i kao „Royal Demolition Explosive” (RDX). RDX je vrlo stabilan i moćan eksploziv koji se koristi u vojne i civilne svrhe.
1. Fizičke karakteristike: Tetritol se obično nalazi u obliku kristalnih ili praškastih belih do svetlosmeđih čestica. Ima visoku gustoću i relativno visok eksplozivni potencijal.
2. Stabilnost: Tetritol je relativno stabilan eksploziv i može se sigurno rukovati u normalnim uslovima skladištenja. Međutim, osetljiv je na udarce, trenje, statički elektricitet i visoke temperature.
3. Upotreba: Tetritol se koristi u vojne svrhe, uključujući izradu eksploziva za bombe, mine i druge vojne projektile. Takođe se koristi u industriji, na primer u rudarstvu i građevinarstvu, za rušenje stena ili uklanjanje nepotrebnih objekata.
4. Eksplozivne karakteristike: Tetritol ima visoku brzinu detonacije i visoki eksplozivni potencijal. Detonacija Tetritola stvara snažan šok-talas i otpušta veliku količinu gasa, temperature i pritiska.
5. Sigurnost i rukovanje: Budući da je Tetritol eksplozivna supstanca, zahteva posebne mere sigurnosti pri rukovanju, skladištenju i transportu. Treba ga držati podalje od izvora toplote, otvorenog plamena i statičkog elektriciteta. Osobe koje rukuju Tetritolom trebaju biti obučene i upoznate s pravilnom procedurom za sigurno rukovanje.